# Seznam zápasů české fotbalové reprezentace 1999
V roce 1999 odehrála česká fotbalová reprezentace 11 mezistátních zápasů, z toho 7 kvalifikačních o ME 2000 a 4 přátelské. Celková bilance byla 9 výher, 1 remíza a 1 porážka. Hlavním trenérem ve všech zápasech byl Jozef Chovanec.

## Přehled zápasů
| 9. února 1999 přátelský |       |            |                                                                       |
| Belgie                  | 0 – 1 | Česko      | Stadion krále Baudouina, Brusel diváci: 14 700 rozhodčí: Jan Wegereef |
|                         |       | 73' Koller | Stadion krále Baudouina, Brusel diváci: 14 700 rozhodčí: Jan Wegereef |

| 27. března 1999 kvalifikace ME 2000 |       |       |                                                              |
| Česko                               | 2 – 0 | Litva | Na Stínadlech, Teplice diváci: 14 658 rozhodčí: Attila Juhos |
| Horňák 10' Berger 73' (pen.)        |       |       | Na Stínadlech, Teplice diváci: 14 658 rozhodčí: Attila Juhos |

| 31. března 1999 kvalifikace ME 2000 |       |                              |                                                                  |
| Skotsko                             | 1 – 2 | Česko                        | Celtic Park, Glasgow diváci: 44 513 rozhodčí: Kim Milton Nielsen |
| Jess 68'                            |       | 27' (vl.) Elliott 36' Šmicer | Celtic Park, Glasgow diváci: 44 513 rozhodčí: Kim Milton Nielsen |

| 28. dubna 1999 přátelský    |       |             |                                                                        |
| Polsko                      | 2 – 1 | Česko       | Polský vojenský stadion, Varšava diváci: 8 000 rozhodčí: Giorgos Bikas |
| Trzeciak 15' Wichniarek 49' |       | 79' Lokvenc | Polský vojenský stadion, Varšava diváci: 8 000 rozhodčí: Giorgos Bikas |

| 5. června 1999 kvalifikace ME 2000 |       |                       |                                                      |
| Estonsko                           | 0 – 2 | Česko                 | Tallinn diváci: 2 925 rozhodčí: Juan Ansuategui Roca |
|                                    |       | 45' Berger 85' Koller | Tallinn diváci: 2 925 rozhodčí: Juan Ansuategui Roca |

| 9. června 1999 kvalifikace ME 2000 |       |                          |                                                          |
| Česko                              | 3 – 2 | Skotsko                  | Letná, Praha diváci: 21 149 rozhodčí: Hellmut Heinz Krug |
| Řepka 65' Kuka 75' Koller 87'      |       | 30' Ritchie 63' Johnston | Letná, Praha diváci: 21 149 rozhodčí: Hellmut Heinz Krug |

| 18. srpna 1998 přátelský              |       |           |                                                                  |
| Česko                                 | 3 – 0 | Švýcarsko | Sportovní areál, Drnovice diváci: 7 825 rozhodčí: Fritz Stuchlik |
| Koller 48' Wolf 57' (vl.) Baranek 88' |       |           | Sportovní areál, Drnovice diváci: 7 825 rozhodčí: Fritz Stuchlik |

| 4. září 1999 kvalifikace ME 2000 |       |                                 |                                              |
| Litva                            | 0 – 4 | Česko                           | Vilnius diváci: 4 000 rozhodčí: Jacek Granat |
|                                  |       | 60', 62' Nedvěd 64', 90' Koller | Vilnius diváci: 4 000 rozhodčí: Jacek Granat |

| 8. září 1999 kvalifikace ME 2000          |       |                     |                                                                   |
| Česko                                     | 3 – 0 | Bosna a Hercegovina | Na Stínadlech, Teplice diváci: 10 125 rozhodčí: Karl Erik Nilsson |
| Koller 25' Berger 59' (pen.) Poborský 67' |       |                     | Na Stínadlech, Teplice diváci: 10 125 rozhodčí: Karl Erik Nilsson |

| 9. listopadu 1999 kvalifikace ME 2000 |       |                 |                                                                     |
| Česko                                 | 2 – 0 | Faerské ostrovy | Stadion Sparty na Letné, Praha diváci: 21 362 rozhodčí: Marcel Lica |
| Koller 12' Verbíř 84'                 |       |                 | Stadion Sparty na Letné, Praha diváci: 21 362 rozhodčí: Marcel Lica |

| 13. listopadu 1999 přátelský |       |            |                                                                |
| Nizozemsko                   | 1 – 1 | Česko      | Philips Stadion, Eindhoven diváci: 30 000 rozhodčí: Dani Koren |
| Stam 59'                     |       | 68' Koller | Philips Stadion, Eindhoven diváci: 30 000 rozhodčí: Dani Koren |